# Матрица (франшиза)
«Ма́трица» (англ. The Matrix) — американская научно-фантастическая медиафраншиза в жанре киберпанк. Началась с фильма 1999 года «Матрица», написанного и снятого братьями Ларри и Энди Вачовски и спродюсированного Джоэлем Сильвером. Позднее, в 2003 году, вышло два продолжения: «Матрица: Перезагрузка» и «Матрица: Революция». В 2021 году на экраны вышла четвёртая лента — «Матрица: Воскрешение», которая, однако, была создана без участия основной творческой команды предыдущих фильмов, получив смешанные отзывы и рекордно низкие кассовые сборы.
Также были выпущены аниме-сериал «Аниматрица», сборники веб-комиксов и несколько компьютерных игр.
Вачовски неоднократно заявляли о том, что намеревались воспроизвести стиль аниме-киберпанка в кинокартине, и на создание медиафраншизы, в числе прочего, повлияло аниме «Призрак в доспехах».
Персонажи и обстановка фильмов дополнительно исследуются в других медиа, действие которых происходит в той же вымышленной вселенной, включая анимацию, комиксы и видеоигры. Комиксы и короткометражный фильм «Аниматрица: Второе Возрождение» выступают в роли приквелов к фильмам, объясняя, как возник сеттинг франшизы. Видеоигра Enter the Matrix соединяет историю короткометражного фильма «Последний полет Осириса» с событиями второго фильма, а онлайн-видеоигра The Matrix Online была прямым продолжением третьего. Обычно они были написаны, заказаны или одобрены Вачовски.
Первый фильм имел важный критический и коммерческий успех, получил четыре премии «Оскар», зародил новую попкультуру, такие как красная и синяя таблетки, и оказал влияние на создание боевиков. По этим причинам он был добавлен в Национальный реестр фильмов для сохранения. Его первый сиквел также имел коммерческий успех, став самым кассовым фильмом с рейтингом R в истории, пока его не превзошёл «Дэдпул» в 2016 году. По состоянию на 2006 год доход франшизы составил 3 миллиарда долларов США. Четвертый фильм, «Матрица: Воскрешение», был выпущен 22 декабря 2021 года, в нем Лана Вачовски продюсировала, соавтор и режиссер, а Ривз и Мосс повторяют свои роли. Пятый фильм в настоящее время находится в разработке, сценарий и режиссуру напишет Дрю Годдард, а исполнительным продюсером — Лана Вачовски.

## Фильмы
| Фильм                 | Дата выхода в США  | Режиссер      | Написано                                       | Произведено                                |
| --------------------- | ------------------ | ------------- | ---------------------------------------------- | ------------------------------------------ |
| Матрица               | 31 марта 1999 г.   | Вачовски      | Вачовски                                       | Джоэл Сильвер                              |
| Матрица: Перезагрузка | 15 мая 2003 г.     | Вачовски      | Вачовски                                       | Джоэл Сильвер                              |
| Матрица: Революция    | 5 ноября 2003 г.   | Вачовски      | Вачовски                                       | Джоэл Сильвер                              |
| Матрица: Воскрешение  | 22 декабря 2021 г. | Лана Вачовски | Лана Вачовски, Дэвид Митчелл и Александр Хемон | Грант Хилл , Лана Вачовски и Джеймс МакТиг |

### «Матрица»
Программист одной американской компании Томас Андерсон, также известный в неофициальных кругах как хакер Нео, узнаёт, что наш мир, всё, что есть вокруг, это всего лишь порождение компьютерной программы — Матрицы. На самом же деле на Земле уже давно правят машины, которые выращивают людей на специальных плантациях и используют в качестве человеческой нейросети для стабилизации «матрицы», а так же как дополнительный источник энергии, так как основным является термоядерная энергия (возможно холодный синтез). Но есть и люди, которые противостоят Машинам, они живут в единственном городе людей, до которого Машины ещё не смогли добраться, и периодически входят в Матрицу. Нео узнаёт, что он «избранный», и именно ему предстоит разрушить Матрицу, чтобы освободить людей от власти Машин.

### «Матрица: Перезагрузка»
Чтобы выполнить свою миссию избранного, Нео необходимо встретиться с Архитектором Матрицы, но найти к нему путь очень непросто. Тем временем Агент Смит нашёл возможность самопроизвольного копирования, и теперь он готов сразиться с Нео не в одиночку — с каждым днём Смит пополняет ряды своих репликантов. К тому же Машины начали рыть землю, устремившись к Сиону — последнему оплоту человечества. Нео остаётся последней надеждой человечества на свободу от гнёта Машин.

### «Матрица: Революция»
Машины начинают штурм единственного города людей — Сиона. Сил защитников города не хватит на то, чтобы отразить этот натиск, им остаётся только умереть, защищая свой город. Нео решает отправиться в город Машин (01), чтобы не допустить падения Сиона и выполнить предначертанное ему. Тем временем Смит сумел подчинить себе Матрицу и вывести её из-под контроля Машин. Если Нео сможет противостоять Смиту, то у людей появится шанс уцелеть и жить в мире с Машинами. Если же Нео не справится — наступит крушение Матрицы и человечество погибнет.

### «Матрица: Воскрешение»
Действие фильма происходит через шестьдесят лет после «Революции» и рассказывает о Нео, который живет, казалось бы, обычной жизнью разработчика видеоигр, у которого возникают проблемы с отличием фантазии от реальности. Группа повстанцев с помощью запрограммированной версии Морфеуса освобождает Нео из новой версии Матрицы и сражается с новым врагом, удерживающим в плену Тринити.

## Критика

### Затраты на фильмы и кассовые сборы
«Матрица» имела большой успех: заработала более 460 миллионов долларов по всему миру при скромном бюджете в 63 миллиона долларов. Бюджет сиквелов был гораздо больше — по 150 миллионов долларов каждое. «Перезагрузка» также имела большой коммерческий успех, заработав почти 742 миллиона долларов по всему миру и став самым кассовым фильмом с рейтингом R в истории, этот титул он удерживал в течение 13 лет, пока его не превзошёл фильм «Дэдпул». «Революции» впервые в мире показали одновременный показ в крупных городах по всему миру, который впервые в истории включал как выпуск в Китае, так и выпуск в кинотеатрах IMAX. Его пятидневный прокат в 204 миллиона долларов побило предыдущий рекорд, но в конечном итоге фильм собрал 427 миллионов долларов, что малость меньше, чем оригинал.
| Фильм                   | Дата выхода в кинопрокат | Кассовые сборы (долл.) | Кассовые сборы (долл.) | Кассовые сборы (долл.) | Производственный бюджет (долл.) | Примечание |
| Фильм                   | Дата выхода в кинопрокат | США                    | Другие страны          | Во всём мире           | Производственный бюджет (долл.) | Примечание |
| ----------------------- | ------------------------ | ---------------------- | ---------------------- | ---------------------- | ------------------------------- | ---------- |
| «Матрица»               | 31 марта 1999            | 171 479 930            | 292 037 453            | 463 517 383            | 63 млн                          | [ 11 ]     |
| «Матрица: Перезагрузка» | 15 мая 2003              | 281 576 461            | 460 552 000            | 742 128 461            | 150 млн                         | [ 12 ]     |
| «Матрица: Революция»    | 5 ноября 2003            | 139 313 948            | 288 029 350            | 427 343 298            | 150 млн                         | [ 13 ]     |
| «Матрица: Воскрешение»  | 16 декабря 2021          | 37 407 713             | 116 200 000            | 153 607 713            | 190 млн                         | [ 14 ]     |
| Итого                   | Итого                    | 629 778 052            | 1 052 238 803          | 1 786 596 855          | 743 млн                         |            |

### Восприятие
«Матрица» и «Матрица: Перезагрузка» получили положительные отзывы, а критическая реакция на «Матрицу: Революция» и «Воскрешение» была более неоднозначной. Одна из ключевых проблем заключалась в том, что третий фильм не давал ответов на вопросы, поднятые во втором.
| Фильм                 | Rotten Tomatoes     | Metacritic       | CinemaScore |
| --------------------- | ------------------- | ---------------- | ----------- |
| Матрица               | 83 % (207 рецензий) | 73 (35 рецензий) | A−          |
| Матрица: Перезагрузка | 74 % (246 рецензий) | 62 (40 рецензий) | B+          |
| Аниматрица            | 89 % (18 рецензий)  | N/A              | N/A         |
| Матрица: Революция    | 34 % (219 рецензий) | 47 (41 рецензия) | B           |
| Матрица: Воскрешение  | 63 % (350 рецензий) | 63 (57 рецензий) | B−          |

## Актёры и персонажи
| Персонаж             | Фильм            | Фильм                          | Фильм                                                   | Фильм                              |
| Персонаж             | «Матрица» (1999) | «Матрица: Перезагрузка» (2003) | «Матрица: Революция» (2003)                             | «Матрица: Воскрешение» (2021)      |
| -------------------- | ---------------- | ------------------------------ | ------------------------------------------------------- | ---------------------------------- |
| Томас Андерсон / Нео | Киану Ривз       | Киану Ривз                     | Киану Ривз                                              | Киану Ривз                         |
| Тринити              | Керри-Энн Мосс   | Керри-Энн Мосс                 | Керри-Энн Мосс                                          | Керри-Энн Мосс Эллен Холлман       |
| Морфеус              | Лоренс Фишберн   | Лоренс Фишберн                 | Лоренс Фишберн                                          | Яхья Абдул-Матин II                |
| Агент Смит           | Хьюго Уивинг     | Хьюго Уивинг                   | Хьюго Уивинг                                            | Джонатан Грофф Яхья Абдул-Матин II |
| Пифия                | Глория Фостер    | Глория Фостер                  | Мэри Элис                                               |                                    |
| Сайфер               | Джо Пантолиано   |                                |                                                         |                                    |
| Агент Браун          | Пол Годдард      |                                |                                                         |                                    |
| Агент Джонс          | Роберт Тейлор    |                                |                                                         | Стивен Данливи                     |
| Ниоба                |                  | Джада Пинкетт-Смит             | Джада Пинкетт-Смит                                      | Джада Пинкетт-Смит                 |
| Меровинген           |                  | Ламбер Вильсон                 | Ламбер Вильсон                                          | Ламбер Вильсон                     |
| Персефона            |                  | Моника Беллуччи                | Моника Беллуччи                                         |                                    |
| Линк                 |                  | Гарольд Перрино                | Гарольд Перрино                                         |                                    |
| Сераф                |                  | Синг Нгай (Коллин Чоу)         | Синг Нгай (Коллин Чоу)                                  |                                    |
| Зи                   |                  | Нона Гэй                       | Нона Гэй                                                |                                    |
| Бэйн (Смит)          |                  | Иэн Блисс                      | Иэн Блисс                                               |                                    |
| Архитектор           |                  | Гельмут Бакайтис               | Гельмут Бакайтис                                        |                                    |
| Рама-Кандра          |                  | Бернард Уайт                   | Бернард Уайт                                            |                                    |
| Близнецы             |                  | Эдриан и Нил Рэйменты          |                                                         |                                    |
| Мастер ключей        |                  | Рэндалл Дук Ким                |                                                         |                                    |
| Агент Джонсон        |                  | Даниэл Бернхардт               |                                                         |                                    |
| Агент Томпсон        |                  | Мэтт Макколм                   |                                                         |                                    |
| Агент Джексон        |                  | Дэвид Килд                     |                                                         |                                    |
| Проводник            |                  |                                | Брюс Спенс                                              |                                    |
| Главный компьютер    |                  |                                | Генри Блейсингейм (образ) Кевин Майкл Ричардсон (голос) |                                    |

### Съёмочная группа
| Должность                | Фильм                    | Фильм                       | Фильм                       | Фильм                                       |
| Должность                | «Матрица»                | «Матрица: Перезагрузка»     | «Матрица: Революция»        | «Матрица: Воскрешение»                      |
| ------------------------ | ------------------------ | --------------------------- | --------------------------- | ------------------------------------------- |
| Режиссёры                | Ларри и Энди Вачовски    | Ларри и Энди Вачовски       | Ларри и Энди Вачовски       | Лана Вачовски                               |
| Продюсеры                | Джоэл Сильвер            | Джоэл Сильвер               | Джоэл Сильвер               | Джеймс Мактиг Лана Вачовски Грант Хилл      |
| Сценаристы               | Ларри и Энди Вачовски    | Ларри и Энди Вачовски       | Ларри и Энди Вачовски       | Лана Вачовски Дэвид Митчелл Александр Хемон |
| Операторы                | Билл Поуп                | Билл Поуп                   | Билл Поуп                   | Даниеле Массачези Джон Толл                 |
| Монтажёры                | Зак Стэнберг             | Зак Стэнберг                | Зак Стэнберг                | Джозеф Джетт Салли                          |
| Композиторы              | Дон Дэвис                | Дон Дэвис                   | Дон Дэвис                   | Джонни Клаймек Том Тыквер                   |
| Художники-постановщики   | Оуэн Патерсон            | Оуэн Патерсон               | Оуэн Патерсон               | Хью Бэйтап Питер Валпоул                    |
| Постановщики боевых сцен | Юнь Вопхин Клинт Кадинья | Юнь Вопхин                  | Юнь Вопхин                  | Йошуа Гроте                                 |
| Постановщики трюков      | Гленн Босвелл            | Гленн Босвелл Чад Стахелски | Гленн Босвелл Чад Стахелски | Джонатан Эйсебио Скотт Роджерс              |
| Художники по костюмам    | Ким Барретт              | Ким Барретт                 | Ким Барретт                 | Линдсэй Паг                                 |

## «Аниматрица»
В 2003 году по мотивам вселенной «Матрицы» был выпущен сборник коротких аниме-OVA, связанных между собой общей тематикой и сеттингом. Название является комбинацией двух слов — «аниме» (англ. anime) и «матрица» (англ. matrix). По словам Вачовски, у них изначально были планы создать аниме по мотивам своего нашумевшего фильма, так как японские анимационные фильмы во многом послужили для них вдохновением. Вачовски являются авторами сценария не только первого эпизода «Последний полёт Осириса», но и «Второго возрождения», а также «Истории одного ребёнка». В остальных случаях, за исключением эпизода «Мировой рекорд», режиссёры сами написали сценарии своих работ.

## Комиксы
В период с 1999 по 2004 год по мотивам вселенной «Матрицы» была создана коллекция историй, первоначально выходивших как веб-комиксы на официальном веб-сайте трилогии. Большинство историй было опубликовано в двух томах (в 2003 и 2004 годах соответственно), изданных компанией, основанной братьями Вачовски. Редактором комиксов является Спенсер Лэмм. Братья Вачовски, создатели трилогии фильмов «Матрица», написали один из сценариев комиксов, «Bits and Pieces of Information», некоторые части которого были позже включены в один из коротких анимационных фильмов «Аниматрицы», «The Second Renaissance».
Комиксы «Неверный номер» и «Бабочка» были экранизированы в 2006 и 2011 годах соответственно.